# Punch Brothers
Punch Brothers — американский музыкальный коллектив, исполняющий прогрессивный блюграсс.

## История
В 2006 году музыкант группы Nickel Creek Крис Тили пригласил для записи сольного альбома гитариста Криса Элдриджа, Ноэма Пикелни (банджо), скрипача Гейба Уитчера и Грега Гаррисона (бас-гитара). Nickel Creek прекратила существование в следующей году, и квинтет стал официально считаться группой, сначала назвавшись The Tensions Mountain Boys, затем сменив имя на нынешнее, которое было взято из рассказа Марка Твена «Литературный кошмар» (англ. A Literary Nightmare; также издавался под названием Punch, Brothers, Punch!). До настоящего времени изданием дисков группы занимается звукозаписывающая компания Nonesuch Records. Выпущенный в 2008 году дебютный альбом Punch содержал амбициозную 4-частную сюиту «The Blind Leaving the Blind», сочинённую Крисом Тили, а также несколько оригинальных композиций. В ноябре того же года на место Грега Гаррисона, покинувшего состав, пришёл Пол Коуэрт, выпускник Кёртисовского института музыки и ученик Эдгара Мейера (англ. Edgar Meyer).
Над вторым альбомом Antifogmatic (2010) коллектив работал с Джоном Брайоном; диск занял 128-е место в чарте Billboard 200. В 2010 году Punch Brothers участвовали в записи нескольких композиций из альбома Up on the Ridge кантри-музыканта Диркса Бентли, в том числе кавер-версий дилановской «Señor (Tales of Yankee Power)» и «Pride (In the Name of Love)» группы U2. Последняя была отмечена номинацией на «Грэмми»; кроме того, собственная вещь коллектива «New Chance Blues» была номинирована в категории «Лучшее инструментальное исполнение кантри». Punch Brothers сотрудничали с другой коллегой по жанру — Сарой Джарос (англ. Sarah Jarosz), записав с ней песню «The Tourist», вошедшую во второй альбом певицы Follow Me Down (2011).
Очередная пластинка Who’s Feeling Young Now? была записана под руководством Джакира Кинга и выпущена в феврале 2012 года. Для саундтрека к фильму «Голодные игры» группа сочинила и записала песню «Dark Days».

## Дискография
- Punch (2008)
- Antifogmatic (2010)
- Who’s Feeling Young Now? (2012)
- Ahoy! EP (2012)
- The Phosphorescent Blues (2015)